# Рац, Барнабаш
Барнабаш Рац (венг. Rácz Barnabás; 26 апреля 1996, Сомбатхей, Венгрия) — венгерский футболист, полузащитник клуба «Халадаш».

## Клубная карьера
Рац — воспитанник клуба «Халадаш». 9 сентября 2012 года в поединке Кубка венгерской лиги против «Дьёра» Барнабаш дебютировал за основной состав. 28 февраля 2015 года в матче против «Диошдьёра» он дебютировал в чемпионате Венгрии. Летом того же года для получения игровой практики Рац на правах аренды перешёл в «Шопрон». 1 августа в матче против «Айки» он дебютировал за новую команду. 3 апреля 2016 года в поединке против «Ваца» Барнабаш забил свой первый гол за «Шопрон». После окончания аренды он вернулся в «Халадаш». 23 июля в матче против «Мезёкёвешда» Рац забил свой первый гол за родной клуб.